# الحمة (السوادية)

تعديل مصدري - تعديل

الحمة هي إحدى قرى عزلة ال منصور بني وهب بمديرية السوادية التابعة لمحافظة البيضاء، بلغ تعداد سكانها 86 نسمة حسب تعداد اليمن لعام 2004.